# Lomazzo
Cet article concerne une commune d'Italie. Pour le peintre italien du XVIe siècle, voir Giovanni Paolo Lomazzo.
Lomazzo est une commune italienne de la province de Côme dans la région Lombardie en Italie.

## Administration
| Période                                  | Période | Identité | Étiquette | Qualité |
| ---------------------------------------- | ------- | -------- | --------- | ------- |
|                                          |         |          |           |         |
| Les données manquantes sont à compléter. |         |          |           |         |

### Hameaux
Manera

### Communes limitrophes
Bregnano, Cadorago, Cirimido, Guanzate, Rovellasca, Rovello Porro, Turate

## Personnalités liées à la commune
- Michele Carcano (1427-1484), bienheureux de l'Église catholique, fondateur de l'hôpital Sainte-Anne de Côme (it)
- Francesco Somaini (1926-2005), sculpteur italien.